# Pistole vz. 82

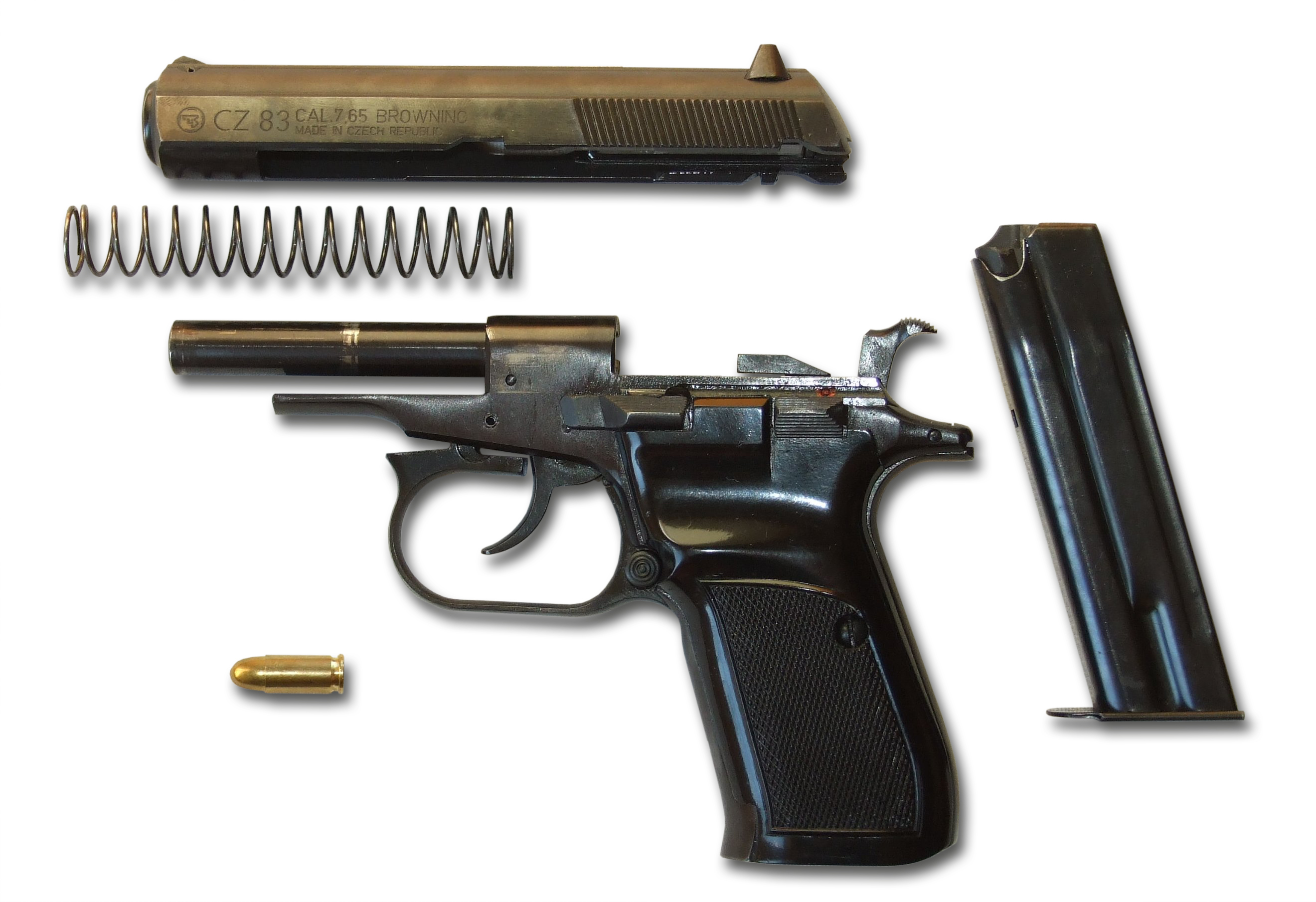
Field strip: ČZ 83, zerlegt

Die Pistole vz. 82, offiziell Pistole vzor 82 (vz. ist Abkürzung von vzor, auf Deutsch Entwurfsmuster oder Modell), auch bekannt als ČZ 82, ist eine tschechische Pistole im Kaliber 9 mm. Sie wurde in den 1980er-Jahren als Militärpistole entworfen und ist neben der ČZ 75 B bzw. -BD Standard-Pistole der tschechischen Streitkräfte sowie der tschechischen Polizei.

## Geschichte
Das Modell 82 wurde als Ersatz für die veraltete Pistole vz. 52 entworfen und im Zuge dessen für die Standardpatrone der Staaten des Warschauer Vertrages in 9 × 18 mm konzipiert. Traditionell entwickelte die ČSSR eigene Waffenmodelle, anstatt sowjetische Typen zu übernehmen. Folglich wurde die vz. 82, wie schon ihre Vorgängerin, Ordonnanzpistole der Tschechoslowakischen Volksarmee anstelle der Pistole Makarow. Im Vergleich zu dieser ist ihre Magazinkapazität höher, sie ist besser verarbeitet, etwas schwerer und liegt besser in der Hand. Ihre Fertigung ist aufwändiger und teurer. Auch wurde als Ordonnanzpatrone speziell für ihren Polygonlauf optimierte Munition u. a. mit lackiertem Sinter-Projektil eingeführt. Dieses entwickelt eine wesentlich höhere Mündungsgeschwindigkeit und -energie als das der in der Makarow verwendeten konventionellen Patrone.

## Technik
Die Waffe ist ein Rückstoßlader mit unverriegeltem Masseverschluss und hat einen Double-Action-Abzug mit außenliegendem Hahn. Griffstück und bewegliche Teile sind aus Stahl gefertigt, die Griffschalen aus Kunststoff. Das doppelreihige Magazin fasst 12 Patronen des Kalibers 9 mm bzw. 15 des Kalibers 7,65 mm. Sicherungshebel und Magazinraste sind beidseitig vorhanden. Die vz. 82 ist mit einem Fangschnurring versehen.

## Varianten
Eine Abwandlung der vz. 82 ist die für den zivilen Markt hergestellte ČZ 83. Im Gegensatz zur vz. 82, die ausschließlich 9×18-mm-Patronen verschießt, wurde die ČZ 83, die nur über einen einfach gezogenen Lauf verfügt, in den Kalibern 9 × 17 mm und 7,65 × 17 mm HR hergestellt. Wenige Dutzend ČZ 83 wurden mit einem um 1 Zentimeter verlängerten Lauf zur Schraubmontage eines Schalldämpfers gefertigt. Eines dieser Exemplare war namensgebende Tatwaffe der zeitweise als Česka Mordserie bekannten NSU-Mordserie.
Als Oberflächenbehandlung wurden beide Modelle lackiert, frühe Exemplare der ČZ 83 wurden gebläut. Später war dieses Modell, nun mit leicht modifizierten Griffschalen versehen, auch in davon abweichenden Ausführungen erhältlich und wurde teils mit einem nur 10 Patronen fassenden Magazin vertrieben.